# Bellombra
Bellombra è una frazione del comune di Adria, in provincia di Rovigo.

## Storia
Nel medioevo era nota anche come Corbula inferior dopo la Rotta di Ficarolo che la separò da Corbola assieme a Bottrighe. Ha ospitato una villa di campagna degli Estensi annoverata fra le "delizie".
Giovanni Battista Rampoldi, nella sua Corografia dell'Italia, pubblicata nel 1831, afferma che Bellombra contava 1 500 abitanti.
Divenne comune autonomo nel 1923, staccandosi dal comune di Bottrighe con la frazione di Panarella (rispettivamente, 2 204 e 1 315 abitanti, nel 1921). Appena qualche anno più tardi (1928) il comune di Bellombra venne soppresso e il suo territorio venne aggregato ad Adria
(1 815 residenti nel 1821), ad eccezione della frazione Panarella (1 704 residenti), aggregata al comune di Papozze. Il vecchio codice ISTAT era 029801.